# Parafia Miłosierdzia Bożego w Krośnie
Parafia Miłosierdzia Bożego w Krośnie-Białobrzegach – rzymskokatolicka parafia należąca do dekanatu Krosno I, w archidiecezji przemyskiej.

## Historia
W 1925 roku wieś Białobrzegi została włączona w skład miasta Krosna. 
W 1993 roku zbudowano tymczasowy kościół murowany w dzielnicy Białobrzegi, według projektu arch. Stanisława Pąprowicza, który 12 grudnia 1993 roku poświęcił pw. Miłosierdzia Bożego, abp Józef Michalik. 15 sierpnia 1994 roku została erygowana parafia, z wydzielonego terytorium parafii farnej.
W 2003 roku podjęto decyzję o budowie nowego kościoła. W maju 2006 roku rozpoczęto budowę kościoła według projektu arch. inż. Marka Laskosia. 14 września 2016 roku abp Adam Szal poświęcił nowy kościół.
30 października 2016 roku do kościoła wniesiono relikwie św. Jana Pawła II.
15 sierpnia 2019 roku abp Adam Szal dokonał konsekracji kościoła.
Proboszczowie parafii:
1994–2002. ks. prał. Karol Bryś.
2002– nadal ks. prał. Edward Szarek.

## Terytorium parafii
Na terenie parafii jest 2832 wiernych, mieszkających przy ulicach: Białobrzeska (od numeru 40), Człowiekowskiego, Drzymały, Goszczyńskiego, Hutnicza, Karłowicza, Konopnickiej, Krakowska (numery parzyste od 120 i numery nieparzyste od 47), Kopernika, ks. Sarny, Moniuszki, Mostowa, Opłotki, Orzeszkowej, Sąsiedzka, Skrajna, Szuby, Wierzbowa, Zaścianek, Żwirowa. 